# ル・ペック
ル・ペック （Le Pecq）は、フランス、イル＝ド＝フランス地域圏、イヴリーヌ県のコミューン。

## 地理
コミューンはセーヌ川がループ状に蛇行した位置にあり、パリの西19kmの地点にある。サン＝ジェルマン＝アン＝レー城の麓にあたる。メニル＝ル＝ロワ、モンテッソン、ル・ヴェジネ、クロワシー＝シュル＝セーヌ、ポール＝マルリー、マルリー＝ル＝ロワ、マレイユ＝マルリー、サン＝ジェルマン＝アン＝レーと接している。

## 交通
- 道路 - 国道13号線、国道186号線、県道190号線
- 鉄道 - ル・ヴェジネ＝ル・ペック駅。RER A線が停車する

## 歴史

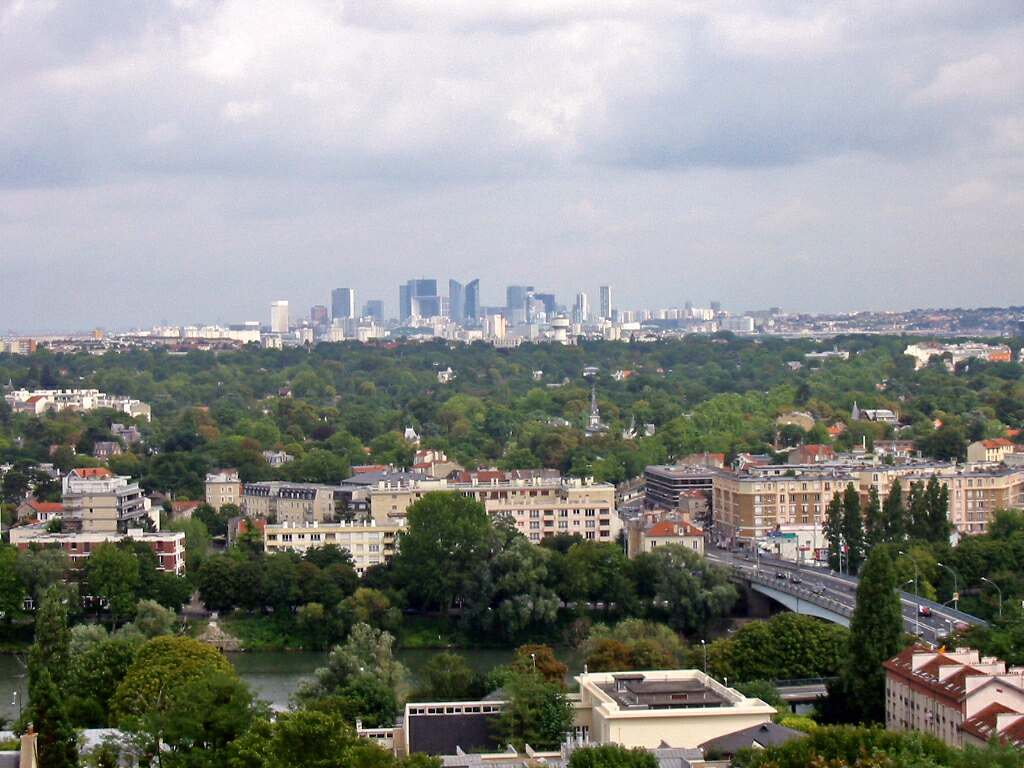
サン＝ジェルマンの城から見たル・ペックのまち。遠方にラ・デファンスのビル群が見える

中世にオペック（Aupec）という名の村が現れる。ブドウ畑で有名なル・ペックは、704年にキルデベルト3世の憲章内で初めて記載されている。
1595年、アンリ4世の側近たちがル・ペックの住民たちに18から20エーカーの土地を王に割譲するよう命じた。サン＝ジェルマンの新城の庭園を建設するためであった。その見返りとして、ル・ペック住民は税金が免除され、彼らはこの特権をフランス革命まで保持した。アンシャン・レジーム時代、ルーヴル宮殿からサン＝ジェルマンの城へ王家の船を利用してセーヌ川を経由し、村でルイ13世、ルイ14世が何度か休暇を過ごした。
1837年、最初の鉄道路線がパリ-ル・ペック間に敷かれた。これがパリ・サン・ラザール-サン＝ジェルマン＝アン＝レー線（fr）である。当時の終着点はセーヌ右岸にあるル・ペック港であった。機関車が、数十m下の川を見下ろす、サン＝ジェルマンの丘を登るのに必要な進入路に対処できなかったからである。
ルイ14世はサン＝ジェルマン＝アン＝レー城で誕生している。国を追われたジェームズ2世が滞在していたこともある。

## 人口統計
| 1962年 | 1968年 | 1975年 | 1982年 | 1990年 | 1999年 | 2006年 |
| ------ | ------ | ------ | ------ | ------ | ------ | ------ |
| 10688  | 13734  | 17548  | 17196  | 17006  | 16318  | 15690  |

参照元:1962年以降EHESS、1968年以降INSEE

## ゆかりの人物
- フェリシアン・ダヴィッド - ル・ペックの墓地に埋葬された
- ジャック・タチ - ル・ペックで誕生

## 姉妹都市
- アランフエス、スペイン
- ヘンネフ、ドイツ
- バーンズ、イギリス